# Alastair Ian Macdougall
Alastair Ian Macdougall, britanski general, * 24. januar 1888, † 13. marec 1972.